# Cassone (mobile)

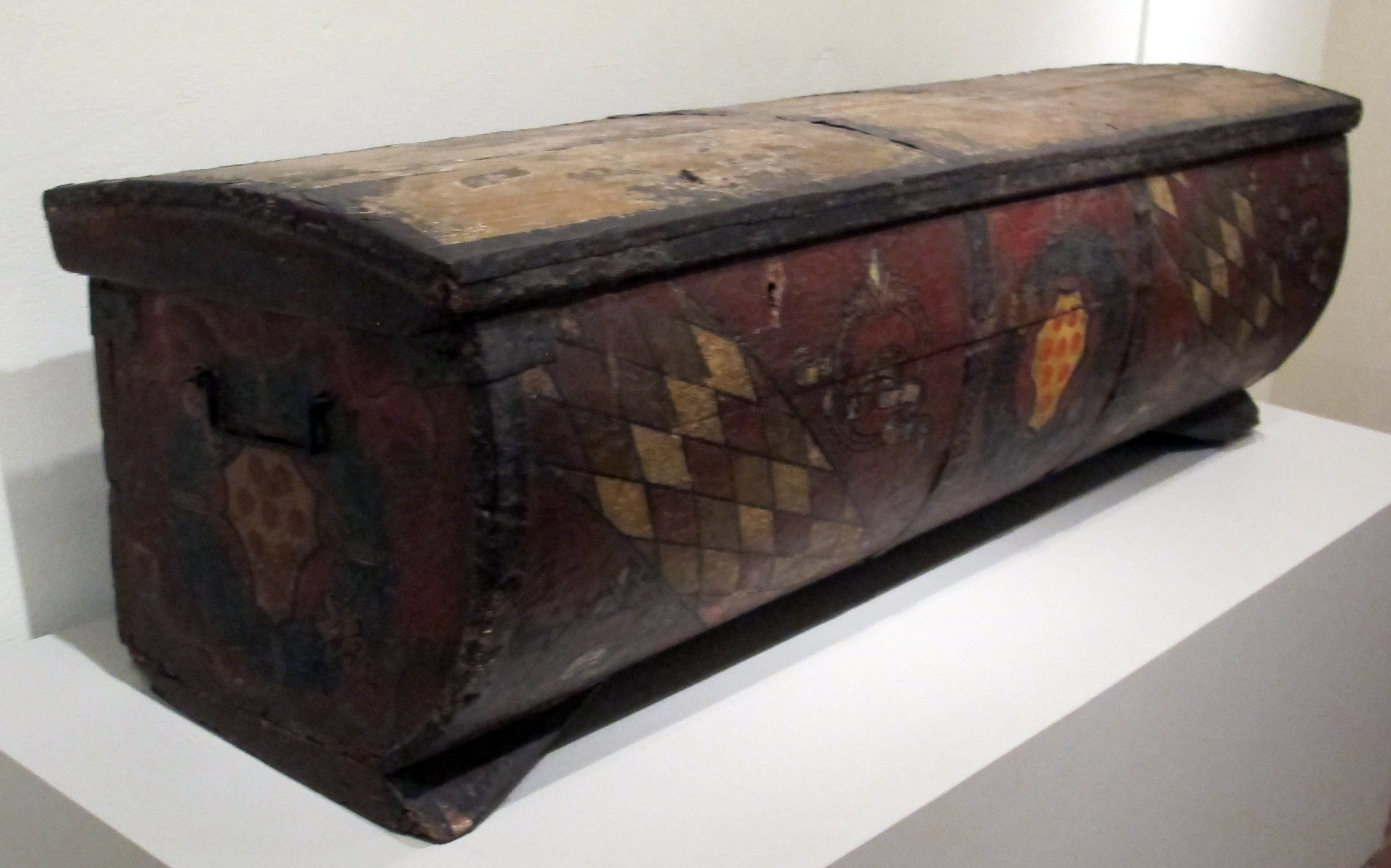
Un tipico cassone nuziale quattrocentesco, con motivi araldici

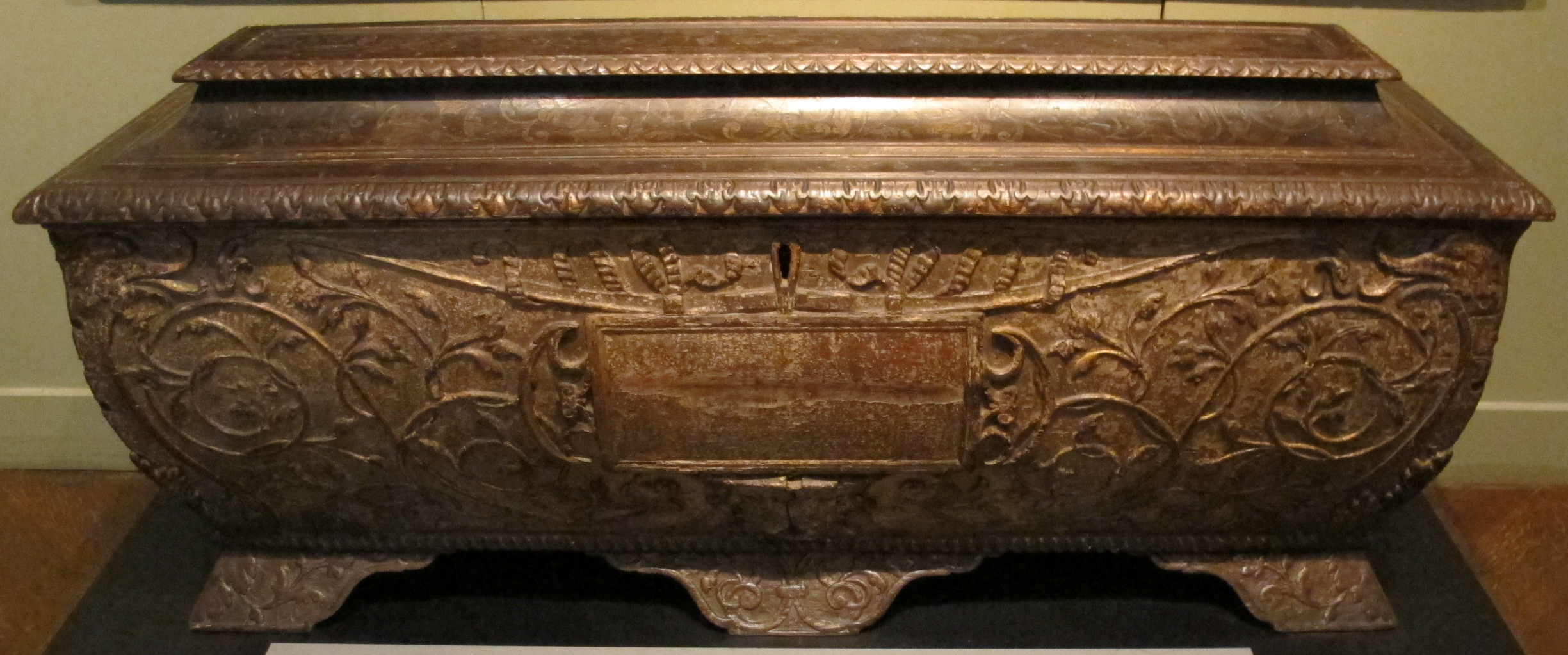
Cassone fiorentino a sarcofago, 1490 circa

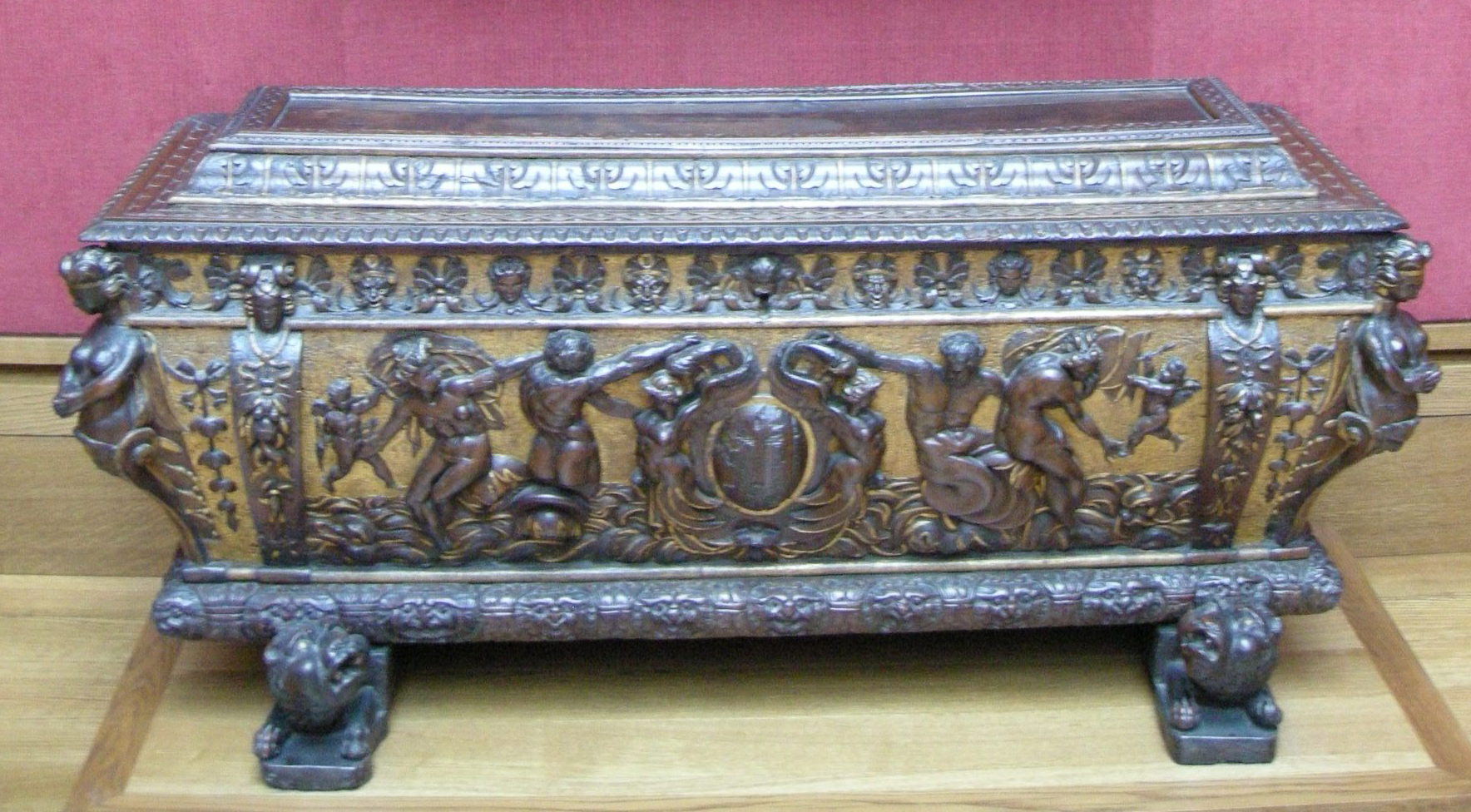
Cassone lombardo della seconda metà del Cinquecento

Il cassone è un pezzo di mobilio fatto da una cassa a base rettangolare, con un coperchio sul lato superiore che si apre tramite cerniere e che può generalmente essere usato anche come sedile (similmente alla cassapanca, la quale però è di solito dotata anche di schienale).

## Storia
Il cassone fu in uso soprattutto in Italia dal XIV al XVII secolo (tant'è che anche all'estero viene chiamato col nome italiano), ed era il tipico ripostiglio di abiti, biancheria, denaro e altro. Come contenitore di vestiti compare ad esempio sullo sfondo della Venere di Urbino di Tiziano.
Veniva generalmente collocato nelle camere da letto, e spesso conteneva il corredo della sposa, per cui si parla di veri e propri cassoni nuziali che venivano realizzati in occasioni dei matrimoni, spesso decorati dagli stemmi delle famiglie degli sposi. Dotato di maniglie, era letteralmente trasportato il giorno delle nozze dalla casa della sposa a quella del marito, e rappresentava quindi sia il bagaglio che essa portava con sé, sia la dote con cui accresceva il casato del consorte. Cassoni erano dati inoltre alle ragazze di buona famiglia che entravano in convento. L'importanza del cassone è legata alla frequente presenza di decorazioni dipinte, scolpite, modellate in pastiglia o intarsiate, che ne facevano pezzi di assoluto pregio nel mobilio soprattutto rinascimentale.
Botteghe apposite si occupavano della realizzazione e decorazione dei cassoni: nel Quattrocento a Firenze ad esempio erano molto attive quella dello Scheggia, fratello di Masaccio, o quella di Apollonio di Giovanni, nell'orbita di Paolo Uccello. Della decorazione di cassoni si occuparono occasionalmente grandi artisti, come Donatello, Andrea Mantegna (per il cassone nuziale di Paola Gonzaga), Filippino Lippi, Francesco di Giorgio Martini o il Beccafumi.
Nel XVI secolo divenne sempre più un mobile di rappresentanza, ispirandosi nella forma dei più elaborati sarcofagi antichi, o arricchendosi di decorazioni ad altorilievo.